# Stein am Rhein
Stein am Rhein (toponimo tedesco) è un comune svizzero di 3 343 abitanti del Canton Sciaffusa.

## Geografia fisica
Stein am Rhein sorge all'estremità occidentale del lago di Costanza, dove il fiume Reno riprende il suo corso.

## Origini del nome
Il suo nome significa letteralmente "Pietra sul Reno".

## Monumenti e luoghi d'interesse
Il paese è caratterizzato da un'architettura rinascimentale, restaurata nei più piccoli particolari. Fu luogo di residenza di Ambrosius Holbein, fratello maggiore del più noto Hans Holbein il Giovane e figlio di Hans Holbein il Vecchio, tra i più importanti artisti del rinascimento tedesco.
- Castello di Hohenklingen
- Abbazia di San Giorgio

## Infrastrutture e trasporti
Stein am Rhein è servito dall'omonima stazione sulla ferrovia Sciaffusa-Rorschach.